# Wilhelm Frankl

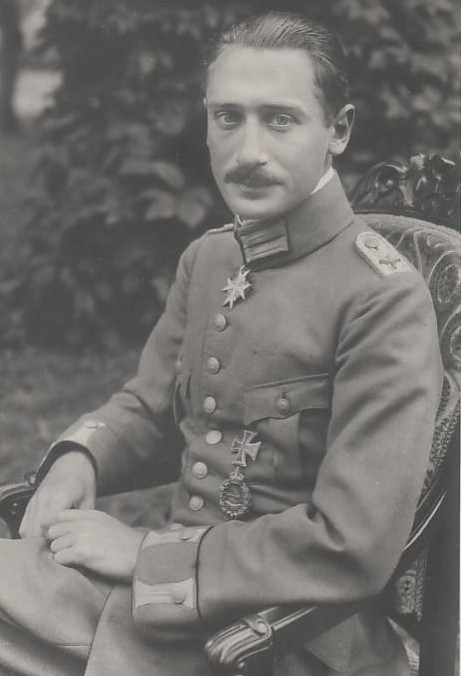
Leutnant Wilhelm Frankl

Wilhelm Frankl (* 20. Dezember 1893 in Hamburg; † 8. April 1917 zwischen Vitry-en-Artois und Sailly-en-Ostrevent, Département Pas-de-Calais, Frankreich) war ein deutscher Jagdflieger und Ritter des Ordens Pour le Mérite im Ersten Weltkrieg.

## Leben
Wilhelm Frankl, Sohn einer jüdischen Kaufmannsfamilie, trat nach seinem Abitur in Frankfurt am Main zunächst in das väterliche Geschäft ein. Allerdings brachte ihn seine Begeisterung für das Fliegen bald dazu, nach Berlin zu gehen und dort das Flugzeugführerpatent zu erwerben. Seine Ausbilderin war die erste deutsche Pilotin, Melli Beese. Am 20. Juli 1913 absolvierte Frankl die Pilotenprüfung in Johannisthal und nahm in der Folgezeit erfolgreich an zahlreichen Flugwettbewerben teil. Im selben Jahr trat er zum evangelischen Glauben über und ließ sich in Charlottenburg taufen.
Zu Beginn des Ersten Weltkrieges meldete er sich freiwillig zur Fliegertruppe und wurde nach seiner Ausbildung zum Militärflugzeugführer bei den Feldfliegerabteilungen 1 und 40 als Aufklärungs-, Artillerie- und Bombenflieger eingesetzt. In dieser Verwendung erzielte er am 10. Mai 1915 seinen ersten Luftsieg mit einem fünfschüssigen Selbstladekarabiner gegen ein französisches Voisin-Flugzeug, das seinerseits mit einem Maschinengewehr bewaffnet war. Für diese Tat erhielt er das Eiserne Kreuz I. Klasse.
Wiederholt wegen Tapferkeit ausgezeichnet und zum Vizefeldwebel aufgerückt, wurde Wilhelm Frankl im Januar 1916 zu einem Kampfeinsitzerkommando kommandiert. Nach seinem vierten Abschuss wurde er zum Leutnant befördert. Im Mai 1916 gelang es ihm, trotz Ladehemmung seiner Maschinengewehre, einen britischen Piloten ohne einen einzigen Schuss zur Landung hinter den deutschen Linien zu zwingen. Frankls Offiziersrang war die Voraussetzung dafür, dass er nach dem achten Abschuss als neunter Jagdflieger den Orden Pour le Mérite erhalten konnte. Bereits vorher war er mit dem Ritterkreuz des Königlichen Hausordens von Hohenzollern mit Schwertern sowie dem Hamburger Hanseatenkreuz ausgezeichnet worden. Mit neun Abschüssen stieß Frankl am 1. September 1916 zu der neugegründeten Jagdstaffel („Jasta“) 4, deren Führer er im Februar 1917 wurde.
Frankl heiratete Anfang 1917 die gleichaltrige Enilda Ströll, die er im Vorjahr kennengelernt hatte. Sie stammte aus Wien und war die Tochter des k. u. k. Linienschiffskapitäns Edmund Ströll, In diesem Zusammenhang konvertierte er zum Christentum und ließ sich taufen, woraufhin sich die jüdische Gemeinde von ihm distanzierte.
Am 2. April 1917 schoss er als erster Pilot überhaupt ein gegnerisches Flugzeug bei Nacht ab, danach bei Tag drei weitere Flugzeuge. Am 6. April 1917 erzielte Leutnant Frankl wiederum drei Luftsiege. Drei Tage später, am Ostersonntag, fiel er unbesiegt während eines Luftkampfes am Steuer seiner Albatros D.III bei Vitry-en-Artois, nachdem ihm in 800 Metern Höhe bei einem scharfen Flugmanöver ohne Feindeinwirkung der Unterflügel abgerissen war. Seine sterblichen Überreste wurden nach Berlin überführt und am 21. April 1917 mit vollen militärischen Ehren auf dem Luisenkirchhof II der Luisenkirche in Charlottenburg beigesetzt.

## Würdigung
Wilhelm Frankl genoss bei der deutschen Fliegertruppe hohes Ansehen. Sein erster Staffelführer Hauptmann Adolf Viktor von Koerber beschrieb ihn nach Kriegsende in seinem Buch Vom Gefreitenknopf zum Pour-le-merite als „tollkühnen, leidenschaftlichen Flieger, der im Kameradenkreis wegen seiner Liebenswürdigkeit und Bescheidenheit uneingeschränkte Beachtung findet“. Mit 19 (nach anderen Angaben 20) Luftsiegen zählt Frankl zu den erfolgreichsten Jagdfliegern des Ersten Weltkrieges.

Frankl war einer von mehr als 12.000 deutschen jüdischen oder jüdischstämmigen Kriegsteilnehmern, die im Ersten Weltkrieg fielen. Während der Zeit des Nationalsozialismus wurden Frankls Leistungen aufgrund seiner jüdischen Herkunft nach Möglichkeit totgeschwiegen. Allerdings kam Hanns Möller-Witten in seiner 1935 erschienenen Biographiensammlung der 81 Träger des Pour le Merite nicht umhin, auch Frankl, den er als „Makkabäer“ bezeichnete, wegen seiner militärischen Verdienste kurz zu würdigen. 

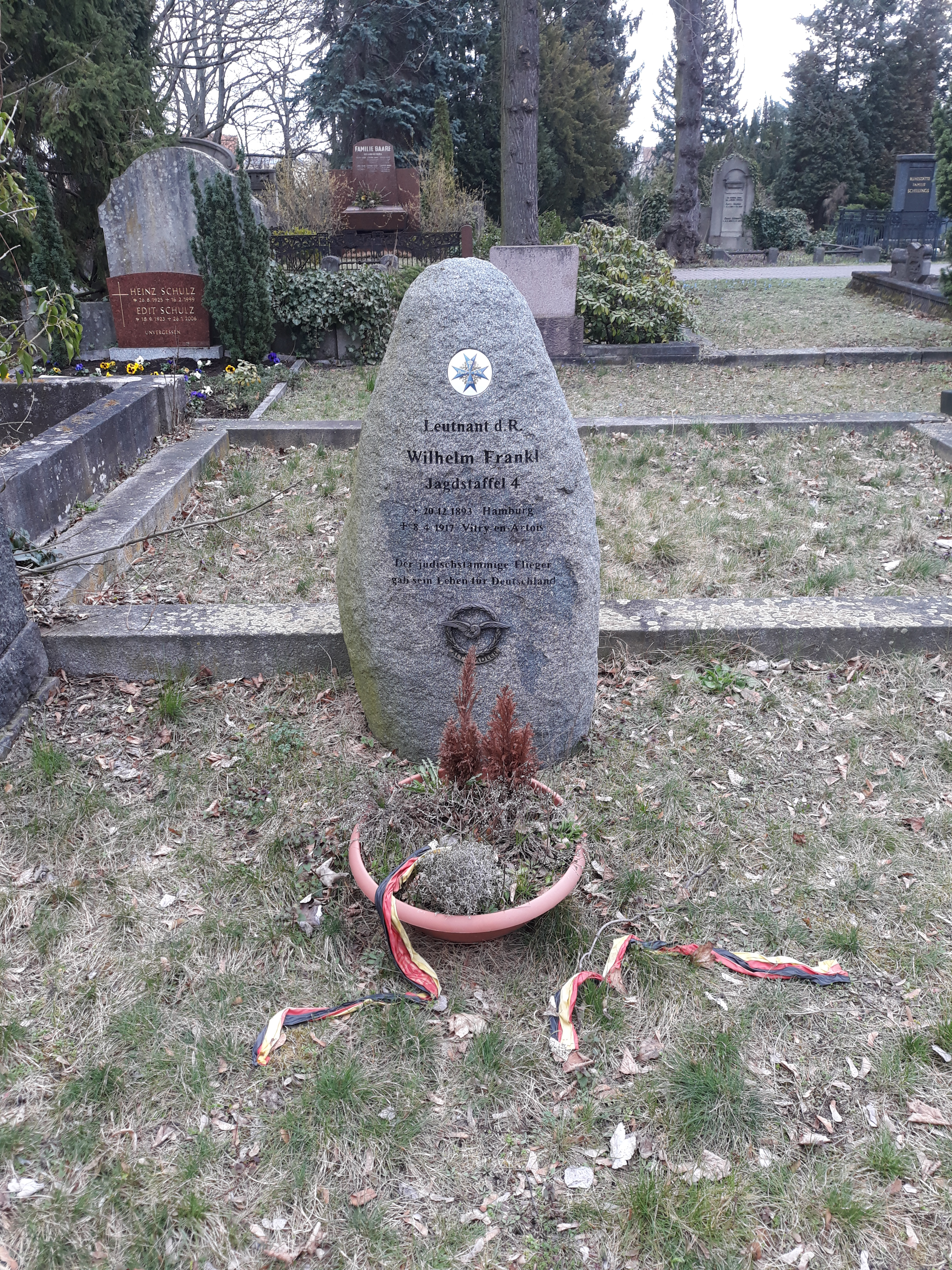
Frankls Grab in Berlin

Nach dem Zweiten Weltkrieg gab es – schließlich von Erfolg gekrönte – Bestrebungen, Frankls Name wieder der Vergessenheit zu entreißen. Nachdem 1961 noch ein entsprechender Vorschlag von Gerd Schmückle an Ablehnung und hinhaltendem Widerstand gescheitert war, wurde am 22. November 1973 auf die Initiative einer engagierten Gruppe von Feldwebeln hin die Luftwaffenkaserne in Neuburg an der Donau in „Wilhelm-Frankl-Kaserne“ umbenannt; dort steht auch ein für Frankl errichteter Gedenkstein. Gleichzeitig erhielt das dort stationierte Jagdgeschwader 74 den (2005 wieder aberkannten) Traditionsnamen „Mölders“.
Zu Frankls 100. Todestag am 8. April 2017 versammelten sich Soldaten, Ehemalige und Gäste des JG 74 zu einer Feierstunde am Frankl-Gedenkstein auf dem Kasernengelände.

## Sonstiges
Wilhelm Frankls Bruder Carl führte die väterliche Unternehmertradition mit der Firma C. & F. Frankl in Berlin weiter; u. a. erwarb er nach dem Ableben des Königsteiner Psychiaters Oskar Kohnstamm das von ihm begründete Sanatorium und ließ es fortführen; 1938 emigrierte Carl Frankl, änderte seinen Namen in Clarence C. Franklin und wurde in New York als Kaufmann und Kunstsammler bekannt.